# Цівільське міське поселення
Цівільське міське поселення (рос. Цивильское городское поселение) — муніципальне утворення у складі Цівільського району Чувашії, Росія. Адміністративний центр та єдиний населений пункт — місто Цівільськ.

## Населення
Населення — 15014 осіб (2019, 13479 у 2010, 12967 у 2002).